# 사코 마유미
사코 마유미(일본어: 佐古 真弓 さこ まゆみ[*], 1978년 1월 13일 ~ )는 일본의 성우 겸 배우. 도쿄도 출신. 후쿠다&Co.소속.